# Conjunt de les Bons

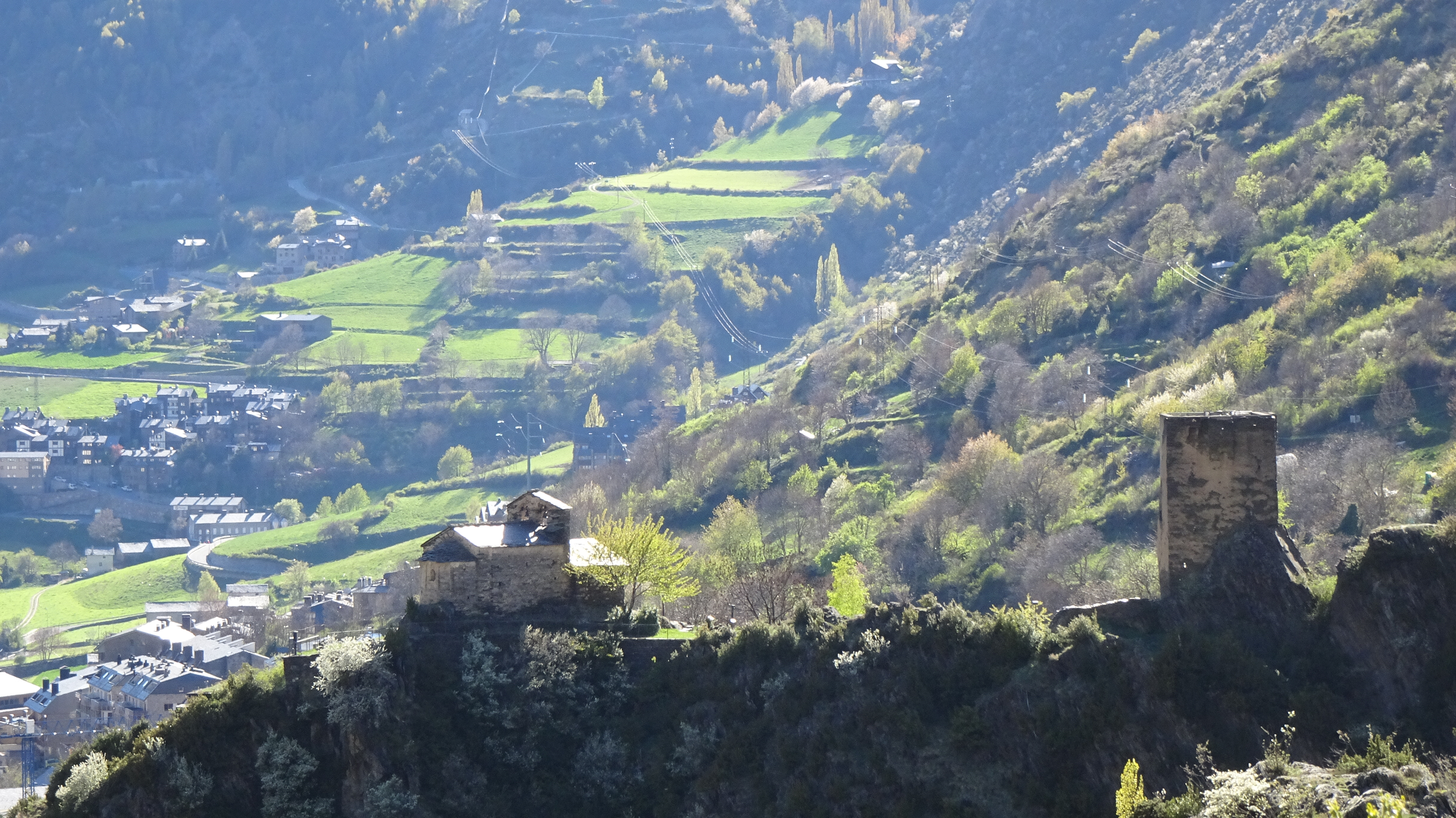
Conjunt de les Bons

El Conjunt de les Bons o Conjunt històric de les Bons és un espai patrimonial situat al nucli poblacional de les Bons, Encamp (Principat d'Andorra), format per diversos elements constructius.

## El conjunt
Situat al capdamunt d'Encamp, aquest conjunt històric ofereix una autèntica immersió en el passat d'Andorra i revela aspectes clau de la seva arquitectura, organització social i vida quotidiana al llarg dels segles. L'espai està format per l'església de Sant Romà, un dipòsit d'aigua excavat a la roca amb un sofisticat sistema d'irrigació i els vestigis d'una casa forta, d'entre els quals destaca una alta torre que podria haver tingut funcions defensives o de vigilància. A més, el conjunt inclou dos colomers d'època moderna, que il·lustren l'ús tradicional d'aquests espais per a la cria de coloms, un recurs valuós tant per a l'alimentació com per al conreu.
Aquest conjunt patrimonial no només testimonia la importància del romànic a Andorra, sinó que també reflecteix l'evolució artística i cultural del país al llarg dels segles. Tot plegat fa d'aquest indret un espai privilegiat per comprendre el llegat històric, artístic i arquitectònic d'Andorra.

### Sant Romà de les Bons
L'església de Sant Romà, d'estil romànic llombard, es va consagrar el 1164 i ha conservat al llarg del temps elements arquitectònics característics, com l'absis semicircular i el campanar d'espadanya. A l'interior es pot admirar una reproducció de les pintures romàniques originals, avui conservades al MNAC, que decoraven l'absis amb la imatge central del Crist en majestat envoltat del tetramorf i el col·legi apostòlic. També s'hi conserven unes pintures murals originals del segle XVI, d'estil gòtic tardà, que narren escenes del paradís i l'infern, evocant la idea de la salvació i la condemna, temes recurrents en l'art religiós de l'època.
El retaule dedicat a sant Romà és una altra peça destacada d'aquest conjunt excepcional. D'estil renaixentista amb influències del gòtic tardà, presenta una iconografia rica que representa diversos episodis de la vida del sant, patró de l'església.

### La torre dels Moros

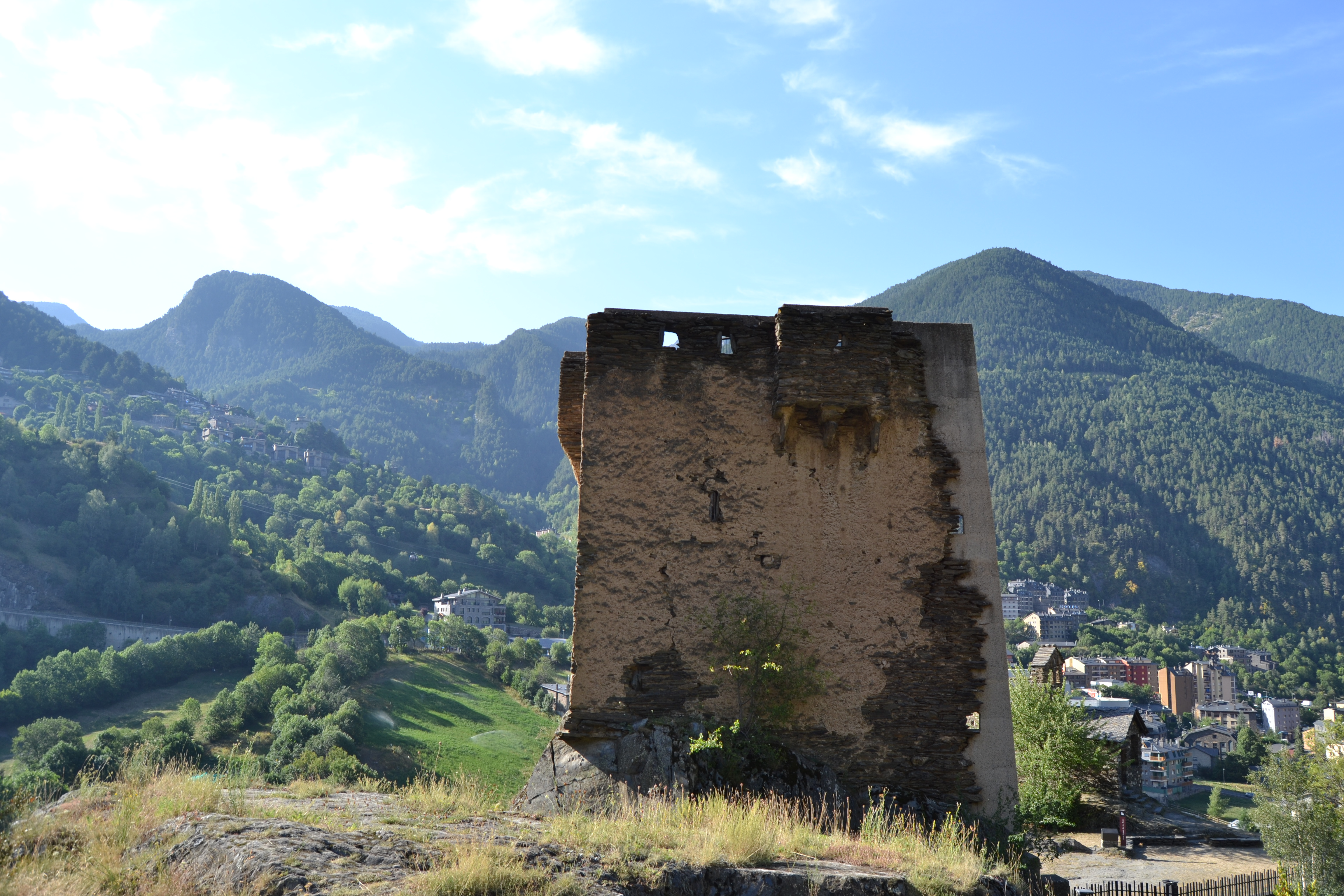
Torre dels Moros, vista posterior

La torre dels Moros és un dels pocs exemples que hi ha a tot el Principat d'arquitectura militar. Es tracta d'una torre de defensa de base quadrada.

### El colomer de cotxa i el colomer de Casa Rossell
El colomer de cotxa està situat a la dreta del camí que puja cap a la torre dels Moros, just a sota de l'església de Sant Romà i el colomer de Casa Rossell, davant de la torre del Moros.
Aquestes construccions són les més recents que podem trobar en aquest indret. Resulta molt difícil donar una data concreta de la seva construcció, però per la seva tipologia sabem que es feren entre els segles XVII i XVIII.

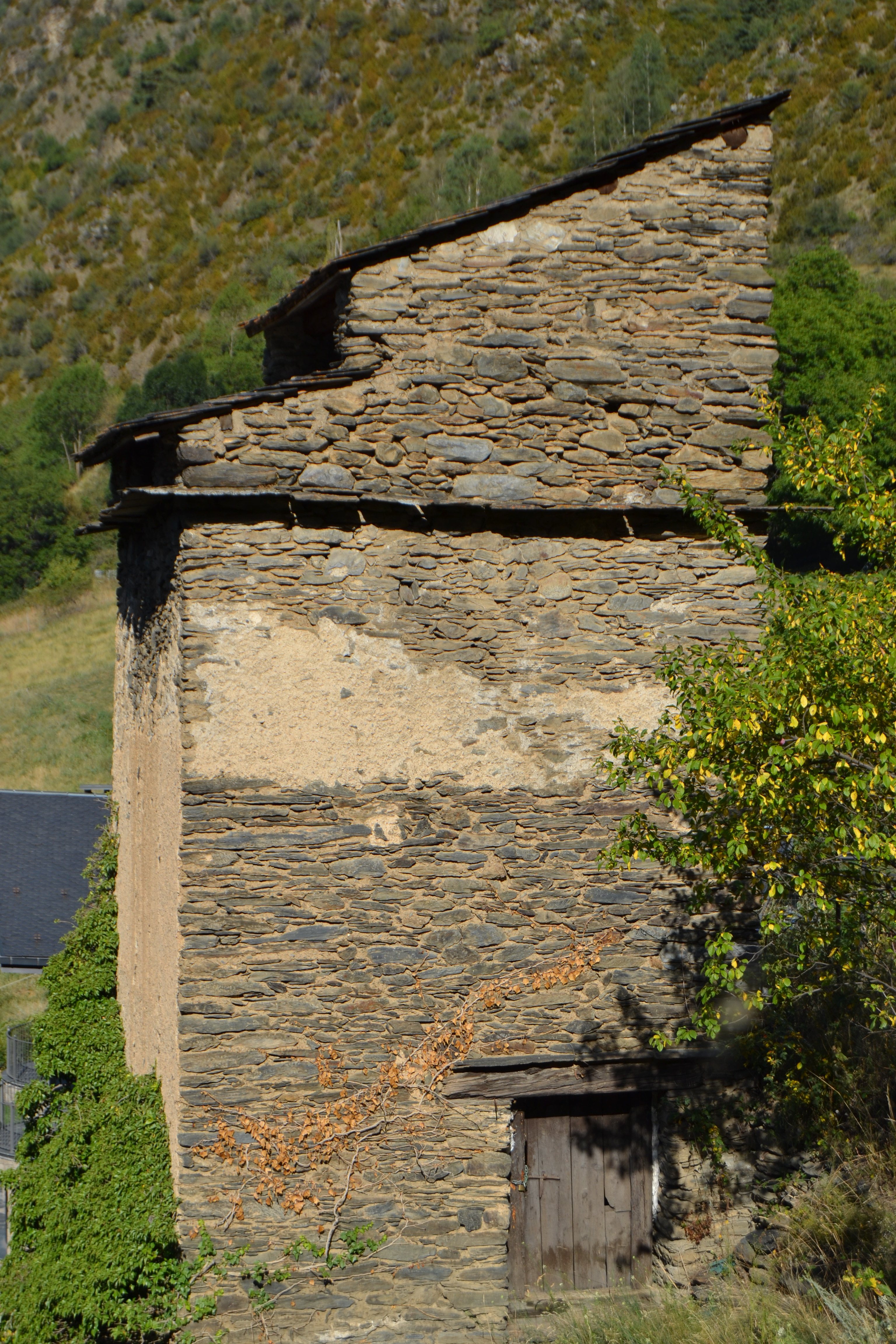
Colomer de Casa Rossell

Els colomers eren unes construccions accessòries destinades a la cria de coloms domèstics, que ajudaven a complementar l'economia de subsistència característica de l'Andorra tradicional. La cria de coloms tenia una finalitat doble: en primer lloc, utilitzar els seus excrements, la colomassa, com a abonament natural, i en segon lloc, aprofitar la seva carn com a complement de l'alimentació familiar.
No totes les cases tenien colomer. Aquests colomers, a banda de les funcions esmentades, eren un element de prestigi i gairebé tots eren propietat de les famílies més benestants. N'existien de diverses formes, d'integrats a les cases o a les eres, i colomers de torre.

### El bany de la reina Mora
Realment no es tracta d'un bany, sinó d'un dipòsit per recollir i emmagatzemar aigua. El dipòsit és una estructura excavada directament a la roca i completada amb un mur de contenció fet de pedres lligades entre si amb morter de calç. Aquest dipòsit s'omplia gràcies a una canalització excavada directament sobre la roca, que conduiria l'aigua des del torrent de les Bons fins aquí. Quan estaria ple, l'aigua seguiria el seu curs muntanya avall, fins a retrobar-se amb el torrent.